# Волков Ігор Володимирович (хокеїст)
Ігор Володимирович Волков (рос. Игорь Владимирович Волков; 24 січня 1983, м. Уфа, СРСР) — російський хокеїст, лівий нападник. Виступає за «Авангард» (Омськ) у Континентальній хокейній лізі. Майстер спорту.
Вихованець хокейної школи «Салават Юлаєв» (Уфа). Виступав за «Салават Юлаєв» (Уфа), «Динамо» (Москва), «Авангард» (Омськ).
Досягнення
- Чемпіон Росії (2005, 2008), срібний призер (2012).